# Atentado de Suruç
Atentado de Suruç fue un ataque terrorista que aconteció en la parte externa del Centro Cultural Amara, en el distrito rural de Suruç, localizado en la provincia de Şanlıurfa, en Turquía, el 20 de julio de 2015. En total, 32 personas murieron en esta acción y otras 104 quedaron heridas.
El atentado tenía como blanco miembros de la Federación de Asociaciones de la Juventud Socialista (SGDF), brazo juvenil del Partido Socialista de los Oprimidos (ESP), que iban a dar una declaración a la prensa sobre la reconstrucción de la ciudad siria de Kobanî cuando el ataque ocurrió. Kobani, que está a aproximadamente 10 kilómetros del Suruç, estaba bajo el cerco de las fuerzas del grupo Estado Islámico de Irak y del Levante (EIIL). Más de 300 miembros de la SGDF habían venido de Estambul a Suruç, para participar de los trabajos de reconstrucción en Kobani y estaban hospedados en el Centro Cultural de Amara, mientras se preparaban para cruzar la frontera. La explosión, que fue registrada en vídeo, fue identificada como causada por una bomba de fragmentación detonada, en el que al principio se creyó era un ataque suicida.
Evidencias preliminares ya apuntaban a la implicación del EIIL, lo que fue confirmado un día tras el ataque, cuando la organización terrorista asumió la responsabilidad por el atentado. El Estado Islámico tomó la decisión de proseguir con operaciones más activas en el territorio turco pocos días antes del ataque. Şeyh Alagöz Abdurrahman, un estudiante de 20 años de edad de Adıyaman, con posibles conexiones con el EIIL, fue identificado como el autor de la masacre. Con la salvedad de un enfrentamiento no planeado entre militantes del EIIL y soldados turcos en marzo de 2014, este fue el primer ataque planeado en suelo turco hecho por el Estado Islámico. El bombardeo resultó en la entrada de Turquía en la intervención militar en la Siria y en Irak, siendo que las operaciones de combate al terrorismo en ancha escala contra blancos del EIIL y de otras organizaciones terroristas comenzó en 24 de julio.
El ataque fue fuertemente condenado por la comunidad internacional, además de haber tenido como consecuencia que el Partido de la Justicia y Desarrollo (AKP), que gobierna el país, prometiera cerrar la frontera turco-siria. La oposición criticó al gobierno por no haber protegido la frontera antes.